# Ironus tenuicaudatus
Ironus tenuicaudatus är en rundmaskart som beskrevs av De Man 1876. Ironus tenuicaudatus ingår i släktet Ironus och familjen Ironidae. Arten är reproducerande i Sverige. Inga underarter finns listade i Catalogue of Life.